# Сарту ди ризо
Сарту ди ризо (итал. Sartù di riso) — итальянское блюдо, напоминающее рисовый пирог или запеканку, типичное для города Неаполь в регионе Кампания. Его готовят из риса, с рагу (мясной фарш а-ля болоньезе), горошком, панчеттой, грибами, сыром фиор ди латте или проволой, фрикадельками, сосисками, вареными яйцами и, традиционно, куриной печенью. Всё запекают, а затем переворачивают перед подачей на стол.
Может быть представлен как в соусном варианте, с рагу, так и без него.

## История
Рис, продукт, импортированный в Неаполитанское королевство арагонцами, не пользовался успехом на юге Италии, за исключением Сицилии, куда его завезли арабы. Он был принят Школой медицины Салерно и прописывался в качестве лекарства для больных, но не пользовался популярностью у простых людей, которые предпочитали пасту. 
Сарту ди ризо, вероятно, родился из-за необходимости адаптировать это блюдо ко вкусу двора австрийской королевы Марии Каролины Австрийской. Monsù, французские придворные повара, создали это блюдо в XVIII веке, обогатив рис многочисленными ингредиентами и замаскировав вкус томатным соусом. 
Название блюда произошло от французского sourtout, специальной посуды или подставки для блюд, которая использовалась в XVIII веке для подачи на стол таких блюд, как сарту или тимбалло.